# Арабская кухня
Арабская кухня (араб. المطبخ العربي‎) — кухня стран Аравийского полуострова и Ближнего востока. Её влияние чувствуется в исламских странах Северной Африки.

## Описание
Несмотря на различия национальной кухни стран Ближнего Востока их связывает многое, что известно под названием Арабская кухня. К базовым продуктам питания относятся чечевица и бобы, из которых часто делают пасты и используют в различных вариациях.
Популярные арабские блюда:
- «бейзар» — известный бобовый суп из Магриба;
- Фалафель — фритированные шарики из размельчённых бобов или нута.

Баранина, в виде кебаба или варёная — в арабской кухне самый распространённый вид мяса. Все части тела барана используются, в том числе внутренности, голова и копыта. Для блюда «хузи» пекут целого барана, фаршированного курицей, яйцами и рисом. Приправляют его шафраном и луком.
Наряду с курицей, в Египте и Северной Африке едят голубей. Свинина в исламе подлежит запрету, её даже христиане региона едят очень редко. В приморских регионах рыба играет важную роль.
Мясные блюда часто готовят с добавлением лимона, йогурта, уксуса, тамаринда, гранатового сока или сумаха, что придаёт им кислый вкус.
Большинство сортов овощей варят вместе с мясом. При приготовлении чисто овощных блюд овощи часто фаршируются рисом. Замоченные в уксусе овощи играют важную роль. Часто используют свежие или сушёные фрукты как приложение к мясу.
Пшеница является важнейшим зерном региона, но рис в некоторых странах тоже играет важную роль. Кус-кус происходит из Северной Африки и распространился до Сирии. В других арабских странах вместо него используют булгур.
На арабский хлеб, питу, часто кладут варёное мясо и сворачивают его в рулон.

### Десерты
Популярная арабская сладость, мухаллабия, готовится из риса. Широко распространено печенье из фиников. Пахлава — блюдо турецкой кухни. Басбуса — сладкий пирог из манной крупы, пропитанный сиропом. Многие блюда подслащивают дибсом — сиропом из фиников — или мёдом.
Кофе — самый популярный напиток региона. Процесс его приготовления и питьё представляют собой сложный ритуал, обычно связанный с приёмом гостей. Сначала зёрна обжаривают, помешивая их металлической палочкой, после чего измельчают в особой ступке с обязательным соблюдением определённого ритма. Варят кофе в медных или латунных сосудах, похожих на чайники. Готовый напиток подают в небольших чашечках, в порядке старшинства. Гостям кофе подают трижды, после чего приличие требует поблагодарить хозяина и отказаться. Кофе пьют без сахара, но с добавлением пряностей — гвоздики, кардамона, в некоторых странах — шафрана и мускатного ореха.
На втором месте — чёрный и очень сладкий чай.